# Margot Ann
Margot Ann is een Belgische jazzzangeres ook wel bekend onder de artiestennaam Connie Lill.

## Carrière
Margot Ann is een Belgische jazzzangeres die actief was tussen de jaren 70 en 80. Ze is ook bekend onder haar artiestennaam Connie Lill. Margot Ann was een lid van The Anne Sisters, een vrouwelijk zangtrio dat zij vormde met haar zussen Bernadette en Anne-Jo.
De jazzgroep Big Jim's Ragtime Band, oorspronkelijk afkomstig uit Trazegnies (Henegouwen), werd in de jaren '60 opgericht door Michel Thomée. Margot Ann, die optrad onder haar pseudoniem Connie Lill, was de zangeres van de band. Haar echtgenoot, Jim Hermant, speelde en trad eveneens mee in de jazzgroep, die klarinet en kornet speelt. 

## Albums
| Titel | jaar  | Uitvoerders                                                  |
| --- | ----- | ------------------------------------------------------------ |
| Big Jim's Ragtime Band With Connie Lill And The Anne Sisters – At The Jazz-Band Ball With Big Jim's Ragtime Band | 1977  | Big Jim's Ragtime Band With Connie Lill And The Anne Sisters |
| Big Jim's Ragtime Band, Connie Lill – Volume 2 - Do you Know What It Means to Miss New Orleans                   | (s.d) | Big Jim's Ragtime Band, Connie Lill                          |